# Huelga Mundial de las Mujeres
La Huelga Mundial de las Mujeres también conocida como la Huelga Global de las Mujeres (en inglés: Global Women Strike) es un convocatoria que reclama valorar el trabajo y la vida de todas las mujeres del mundo. Fue lanzada el 8 de marzo de 2000 por la Campaña Internacional por un Salario para el Trabajo en el Hogar con el lema «Paremos el mundo para cambiarlo».
La huelga tuvo un precedente a nivel nacional en Islandia 25 años antes, cuando el 24 de octubre de 1975 pararon el 90 por ciento de las mujeres del país en una convocatoria bautizada como «El día libre de las mujeres». Desde 2017 se retomó la huelga a nivel mundial mediante la plataforma Paro Internacional de Mujeres.

## Contexto
Las mujeres y las niñas asumen casi dos tercios del trabajo en el hogar.[cita requerida] Este trabajo incluye trabajo físico como lavar los platos y la ropa sucia, pasar la aspiradora, etc. pero también trabajo emocional como enviar tarjetas de cumpleaños, organizar vacaciones familiares, prepararse para las vacaciones, etc. Gran parte de este trabajo en el hogar, aunque a veces se le denomina "doble jornada", no se paga. 
Tampoco está incluido en el producto nacional bruto ni en el producto interno bruto de un país, aunque el trabajo no remunerado de las mujeres se estima en casi 11 billones de dólares. 
Muchas de las mujeres que participan en esta campaña argumentan que una gran parte de este problema está relacionado con los gastos en y la industria militar. El presupuesto militar mundial —según denuncia el primer manifiesto de convocatoria de la huelga— se situaba en 700 000 de dólares anuales y menos de 20 000 millones de dólares se dedicaban a necesidades vitales. Si 10% de este dinero retornara a la comunidad  podría utilizarse para proporcionar artículos esenciales para la vida: agua, asistencia sanitaria, saneamiento ambiental, programas de alfabetización, salario mínimo.

## Objetivos
Como objetivos de la campaña global en el año 2000 se señalaba:
- El pago de los trabajos de cuidado de cualquier tipo, en dinero o en términos de otros recursos.
- Obtener más inversiones en bienestar, posiblemente reduciendo los gastos militares.
- Equidad salarial para mujeres y hombres en todo el mercado global.
- Dinero, beneficios y descansos por maternidad y lactancia.
- Abolición de la deuda mundial del Tercer Mundo.
- Mejor acceso al agua potable, vivienda decente, asistencia sanitaria, transporte público y alfabetización.
- Menos horas laborables gracias al uso de tecnología.
- Protección contra la violencia y persecución de cualquier tipo y cuando sea necesario, asilo.
- Libertad de viaje y movimiento.[2]

## Seguimiento por países

### España
Organizaciones españolas se sumaron ya en el año 2000 a la primera Huelga Mundial de Mujeres coordinada desde Barcelona por Mujeres por un Salario para el Trabajo sin Sueldo. Desde Zaragoza destaca el impulso del colectivo La Ruda.
A las demandas internacionales de la huelga se suma en España la reivindicación del aumento en los subsidios dedicados a las mujeres y familiares y la exigencia al gobierno de cumplir con la ley de medir y valorar el trabajo no remunerado de las mujeres para publicarlo e incluirlo en las cuentas nacionales.
Las organizaciones realizaron un llamamiento a los sindicatos para secundar la huelga mundial de las Mujeres con dos horas de paro. La CGT apoyó la convocatoria.